# Нефтехим Арена
«Нефтехи́м Аре́на» — спортивно-культурный комплекс, расположенный в Нижнекамске по адресу ул. 30 лет Победы, СКК «Нефтехимик». Также известен как СКК «Ледовый Дворец». Построен в 2005 году, рядом со старым ледовым дворцом. Количество посадочных мест — 6000. Домашняя арена хоккейного клуба ХК «Нефтехимик», выступающего в КХЛ, а также ХК «Реактор», представляющего Нижнекамск в МХЛ. Также СКК «Нефтехимик» является одной из главных концертных площадок города и регулярно принимает концерты звезд российской и мировой эстрады. В 2015 был реконструирован.